# Скоторенко Олександр Олексійович
Олександр Олексійович Скоторенко (рос. Алекса́ндр Алексеевич Скоторе́нко, 27 липня 1956 — 1 липня 2021) — радянський та російський футболіст, що грав на позиції воротаря. Відомий за виступами насамперед у складі СКА з Ростова-на-Дону у вищій лізі СРСР. Після завершення виступів на футбольних полях — російський футбольний тренер та футбольний агент.

## Клубна кар'єра
Олександр Скоторенко розпочав займатися футболом у спортивній школі ростовського СКА. Розпочав виступи на футбольних полях у команді другої ліги «Торпедо» з Таганрога в 1976 році, грав у складі команди до кінця 1977 року. З 1978 до 1980 року грав у складі армійської команди другої ліги СКА зі Львова. У 1981 році Скоторенко перейшов до команди вищої ліги СКА з Ростова-на-Дону, проте протягом сезону зіграв лише один матч у чемпіонаті, після чого ростовська армійська команда вибула до першої ліги. У першій лізі Олександр Скоторенко став основним воротарем ростовських армійців, проте повернутися до вищої ліги команда зуміла лише за підсумками сезону 1983 року, коли зайняла друге місце в першій лізі. Наступного сезону Скоторенко зіграв 11 матчів у вищій лізі, а з початку сезону 1985 року став гравцем команди першої ліги «Ротор» з Волгограда, за яку грав до кінця 1986 року. У 1987 році Олександр Скоторенко повернувся до Ростова-на-Дону, де став гравцем команди першої ліги «Ростсільмаш». У 1989 році Скоторенко повертається до ростовського СКА, де грає до закінчення сезону 1989 року.
У 1990—1991 роках Олександр Скоторенко грає у складі таганрозького «Торпедо» спочатку в другій нижчій лізі, а пізніше у буферній зоні другої ліги, а в кінці року перейшов до нижчолігового угорського клубу «Мішне». Наступного року повернувся до таганрозької команди, яка грала в російській першій лізі, проте зіграв у її складі лише один матч, після чого завершив виступи на футбольних полях.

## Після завершення футбольної кар'єри
Відразу після завершення виступів на футбольних полях Олександр Скоторенко у 1993 році очолював свій колишній клуб «Торпедо» з Таганрога. Пініше працював футбольним агентом, має статус агента ФІФА, працював також віце-президентом ФК «Батайськ». Помер Олександр Скоторенко 1 липня 2021 року.